# ГЕС Кукуана
ГЕС Кукуана — гідроелектростанція у центральній частині Колумбії. Використовує ресурс зі сточища річки Кукана, лівої притоки Салдано, котра в свою чергу є лівою притокою Магдалени (впадає до Карибського моря в місті Барранкілья). 
В межах проекту облаштували два водозабори – на Кукуані (забезпечує подачу 7 м3/сек) та її лівій притоці Сан-Маркос (2,7 м3/сек). Від останньої до Кукуани прямує тунель довжиною 1,1 км, після чого збірний ресурс подається у прокладений через лівобережний гірський масив Кукуани дериваційний тунель довжиною 3,4 км з діаметром 3 метри. Він розділений на дві частини – Кукуана та Ла-Енсіллада – сифоном Ла-Енсіллада довжиною 137 метрів з діаметром 1,75 метра. У підсумку тунель переходить в напірний водовід довжиною 1,6 км до машинного залу, розташованого незадовго до впадіння Сан-Маркос в Кукуану. 
Основне обладнання станції становлять чотири турбіни типу Пелтон, попарно об’єднані у два гідроагрегати потужністю 29 МВт (номінальна потужність станції 55 МВт). При чистому напорі у 698 метрів вони повинні забезпечувати виробництво 252 млн кВт-год електроенергії на рік. 
Видача продукції відбувається по ЛЕП, розрахованій на роботу під напругою 115 кВ.